# Карл фон Гюґель

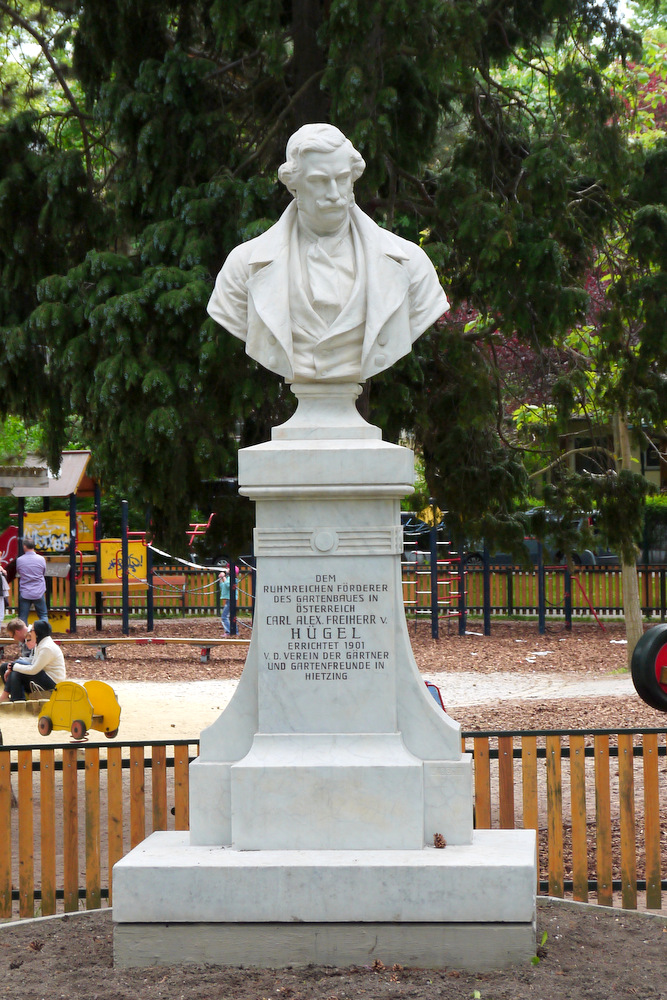
Пам'ятник у Гюґель-парку у Відні на Унтер-Занкт-Файт, 13, збудований у 1901 році

Карл Александер Ансельм барон фон Гюґель (нім. Carl von Hügel; 25 квітня 1795, Реґенсбурґ — 2 червня 1870, Брюссель) — австрійський дипломат, мандрівник, натураліст і садівник. Він був сином Йогана Алоїса Йозефа фон Гюґеля, державного діяча при Австрійському дворі.

## Життя
Карл фон Гюґель вступив на службу до австрійської імперської армії в 1811 році. Він брав участь у наполеонівських війнах та у військовій інтервенції в Королівстві Обох Сицилій у 1820/1821 роках. У 1824 році, у віці 28 років, він вийшов у відставку в званні майора і, очевидно, міг безпроблемно існувати завдяки успадкованому багатству.
Як мандрівник і дослідник, Карл фон Гюґель провів шість років, подорожуючи Азією та Океанією від 1830 до 1836 року, збираючи колекцію рослин, а також колекціонуючи предмети релігійного та етнографічного значення. Під час своїх подорожей Гюґель відвідав Гімалаї, Кашмір, а також Австралію.
Після служби офіцером Гюґель придбав великий маєток на околиці тодішнього віденського передмістя Гітцінґ (сьогодні 13-й район, Аугофштрассе, 13 та 15) та близько 1840 року збудував віллу Гюґель (знесену в 1912 році). Однак він прожив у віллі лише до 1848 року, а невдовзі після цього продав її. Віллу оточував великий парк, який був значною мірою розпарцельований до 1900 року та (за винятком Гюґель-парку) забудований житлом.
У 1848 році Гюґель поїхав до Лондона разом з Меттерніхом, який, як ненависний провідний австрійський політик, утік до Англії після початку Березневої революції. Від 1849 до 1859 року, призначений молодим імператором Францом Йосифом I, він був послом Австрії в герцогстві Тоскана, яким тоді керувала гілка Габсбурґів, а з 1859 року — у Брюсселі. У 1858 році Гюґеля обрали членом Леопольдини.

Етнографічна колекція Карла фон Гюґеля є важливою частиною Музею етнології у Відні з 1928 року. Він є засновником Австрійського садівничого товариства (ÖGG). Він був членом Австрійської академії наук.

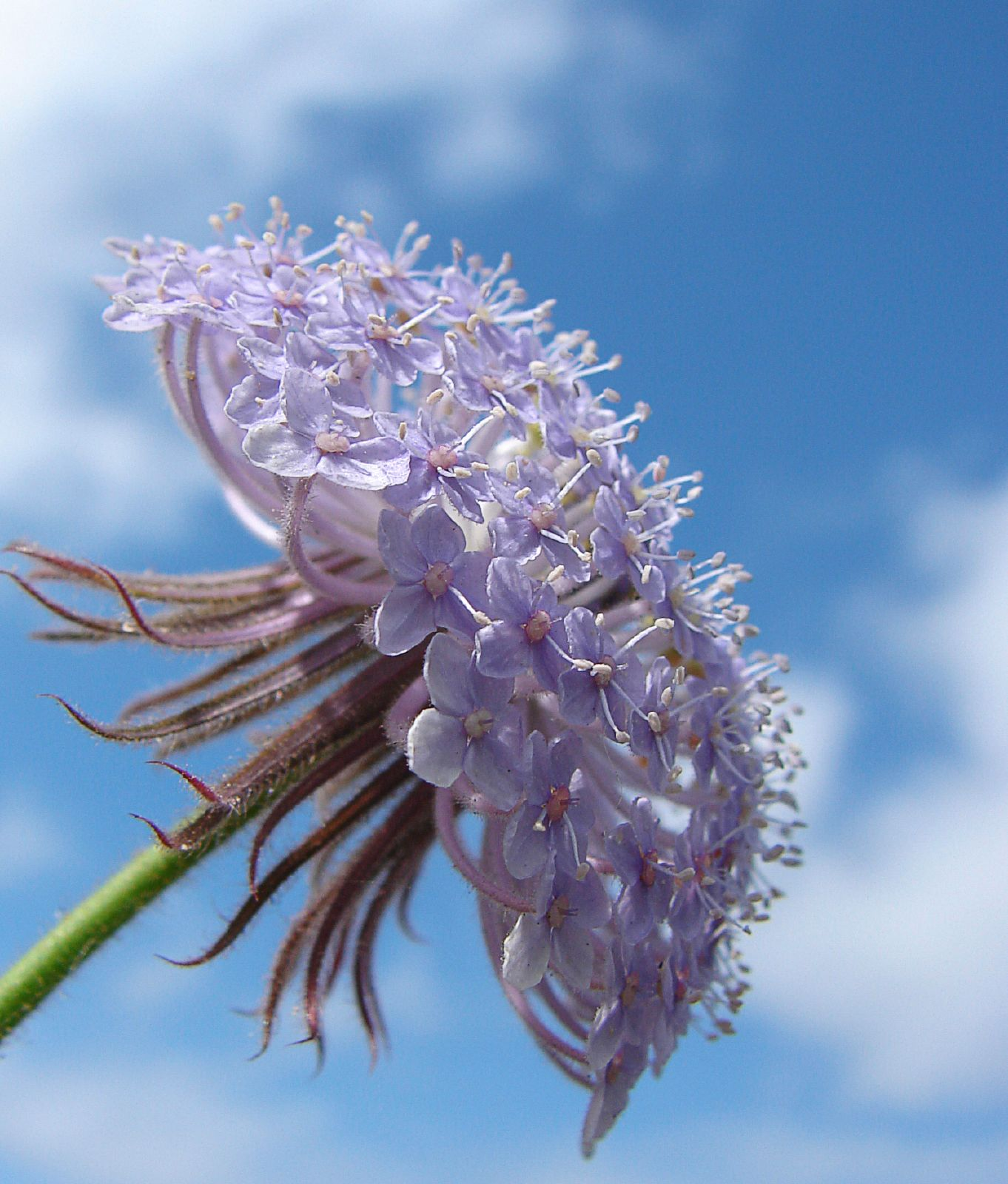
Hügeliа
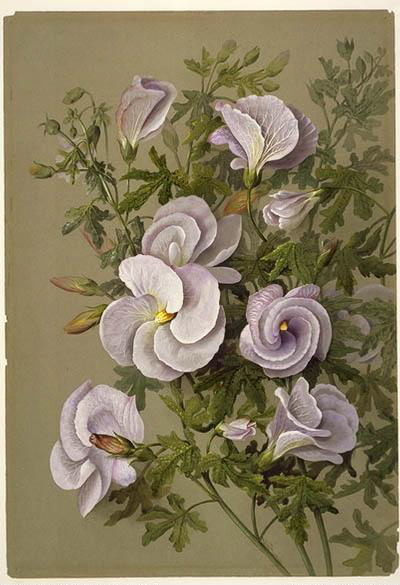
Alyogyne huegelii

## Почесні звання
У 1894 році на його честь назвали Гюґель-ґассе в 13-му районі. Район, просто поруч з його колишньою віллою. Коли в 1902 році її перейменували на Брауншвайґґассе на честь пізніших мешканців вілли, в 1903 році нинішня Гюґель-ґассе в районі Унтер-Занкт-Файт залишилась за Карлом фон Гюґелем. У цій частині району, але не на Гюґель-ґассе, також розташований Гюґель-парк, який був розбитий на невеликій ділянці колишньої території барона, і на якому ентузіасти садівництва встановили пам'ятник у 1901 році.
На його честь названо рослину Hügeliа (Trachymene coerulea), яка раніше також була включена до роду Huegelia, а також шовкопряд Гюґеля (Hügeliа) і рід Hugelroea з родини бобових (Fabaceae).

## Твори
- - Kaschmir und das Reich der Sikh. Hallberger, Stuttgart 1840—1848. 4 Bände. Digitalisat[9]
  - Das Kabul-Becken und die Gebirge zwischen dem Hindu-Kosch und der Sutlej. Kaiserlich-königliche Hof- und Staatsdruckerei, Wien 1851—1852. 2. Bände.
  - Der Stille Ozean und die spanischen Besitzungen im Ostindischen Archipel. Kaiserlich-königliche Hof- und Staatsdruckerei, Wien 1860. 1 Band.

## Окремі посилання
1. 1 2  Deutsche Nationalbibliothek Record #11894343X // Gemeinsame Normdatei — 2012—2016.
2. ↑  Dr. Constant v. Wurzbach Hügel, Karl Alexander Freiherr // Biographisches Lexikon des Kaiserthums Oesterreich: enthaltend die Lebensskizzen der denkwürdigen Personen, welche seit 1750 in den österreichischen Kronländern geboren wurden oder darin gelebt und gewirkt haben — Wien: 1856. — Vol. 9. — S. 402.
3. ↑  Міжнародний індекс назв рослин — 1999.
4. ↑  Harvard University Herbaria & Libraries Index of Botanists — Harvard University Herbaria and Libraries.
5. 1 2 3  Lundy D. R. The Peerage
6. 1 2 3 4  Kindred Britain
7. ↑  März 2002 – planten.de.
8. ↑  Lotte Burkhardt: Verzeichnis eponymischer Pflanzennamen — Erweiterte Edition. Teil I und II. Botanic Garden and Botanical Museum Berlin, Freie Universität Berlin, Berlin 2018, ISBN 978-3-946292-26-5, doi:10.3372/epolist2018.
9. ↑  Карл, барон фон Гюґель на Austriaforum